# So-da-Brücke

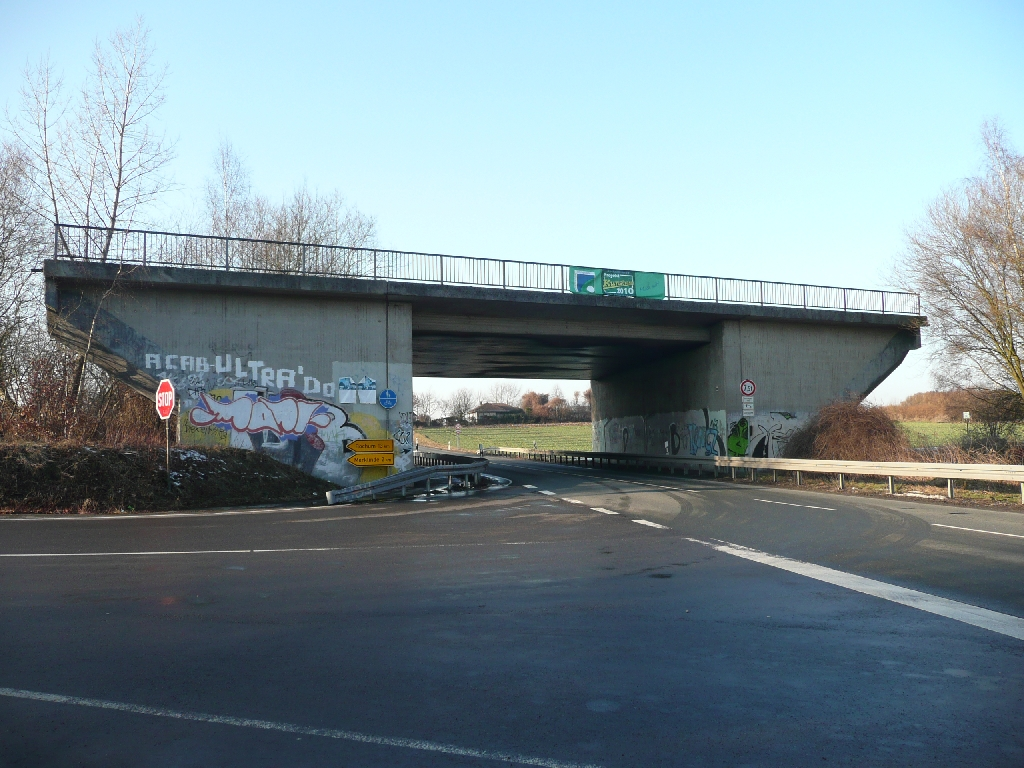
Die „So-da-Brücke“ in Castrop-Rauxel-Frohlinde

So-da-Brücke, Soda-Brücke oder Geisterbrücke ist eine innerhalb Deutschlands gebräuchliche umgangssprachliche Bezeichnung für eine Brücke, die einfach nur „so da“ ist, also derzeit keinerlei Funktion erfüllt und mangels Zufahrten nicht benutzbar ist. In Einzelfällen (wie in Saarbrücken, siehe unten) kann die Brücke Zufahrten besitzen und benutzbar sein, wenn auch nicht für ihren eigentlichen Zweck.
Der Grund für das Bestehen derartiger Bauten liegt meist in der mangelnden Finanzierung des Projektes. Weiterhin wird mit unzureichenden Planungen, aus Gründen politischen Prestiges oder zur Erhaltung des Baurechts mit dem Brückenbau begonnen, bevor die Finanzierung der restlichen Strecke (Straße, Eisenbahn) gesichert ist. Aus bautechnischen Gründen ist es geboten, vor dem eigentlichen Fahrbahnbau mit dem Bau von Brücken zu beginnen, da Brücken aufgrund ihres Gewichtes einer Absenkung unterliegen können. Schwierigkeiten kann es auch dann geben, wenn sich die Brücke an der Grenze zweier Baulose befindet und diese nicht gleichzeitig realisiert werden. Somit kommt es häufig vor, dass solche Bauvorleistungen zumindest über einen mittelfristigen Zeitraum scheinbar nutzlos in der Landschaft stehen. Werden solche Bauwerke längerfristig nicht dem Verkehr übergeben, so werden sie als Investitionsruinen bezeichnet.

## Geschichte
Das Phänomen der „So-da-Brücke“ ist nicht neu; es existierte als Planungs- und Konstruktionsmerkmal bereits in der Antike. Bei den archäologischen Ausgrabungen am Römerkanal wurden Unterkonstruktionen von kleineren Aquädukt-Brücken gefunden, deren geringfügig von der nachher gebauten Linie abweichende Ausrichtung nur den Schluss zuließ, dass sie bereits vor dem Bau der eigentlichen Wasserleitung errichtet wurden. Allerdings wurden sie mit dem Bau der Leitung in Funktion genommen. Dennoch benutzt Klaus Grewe für die im Voraus gebauten Brücken den griffigen Begriff „So-da-Brücken“.

## Beispiele
Mit dem zunehmenden Bau von Trassen im 20. Jahrhundert wurden weltweit Brücken gebaut, die aus unterschiedlichen Gründen zeitweise oder gänzlich nicht benutzbar waren.

### Deutschland

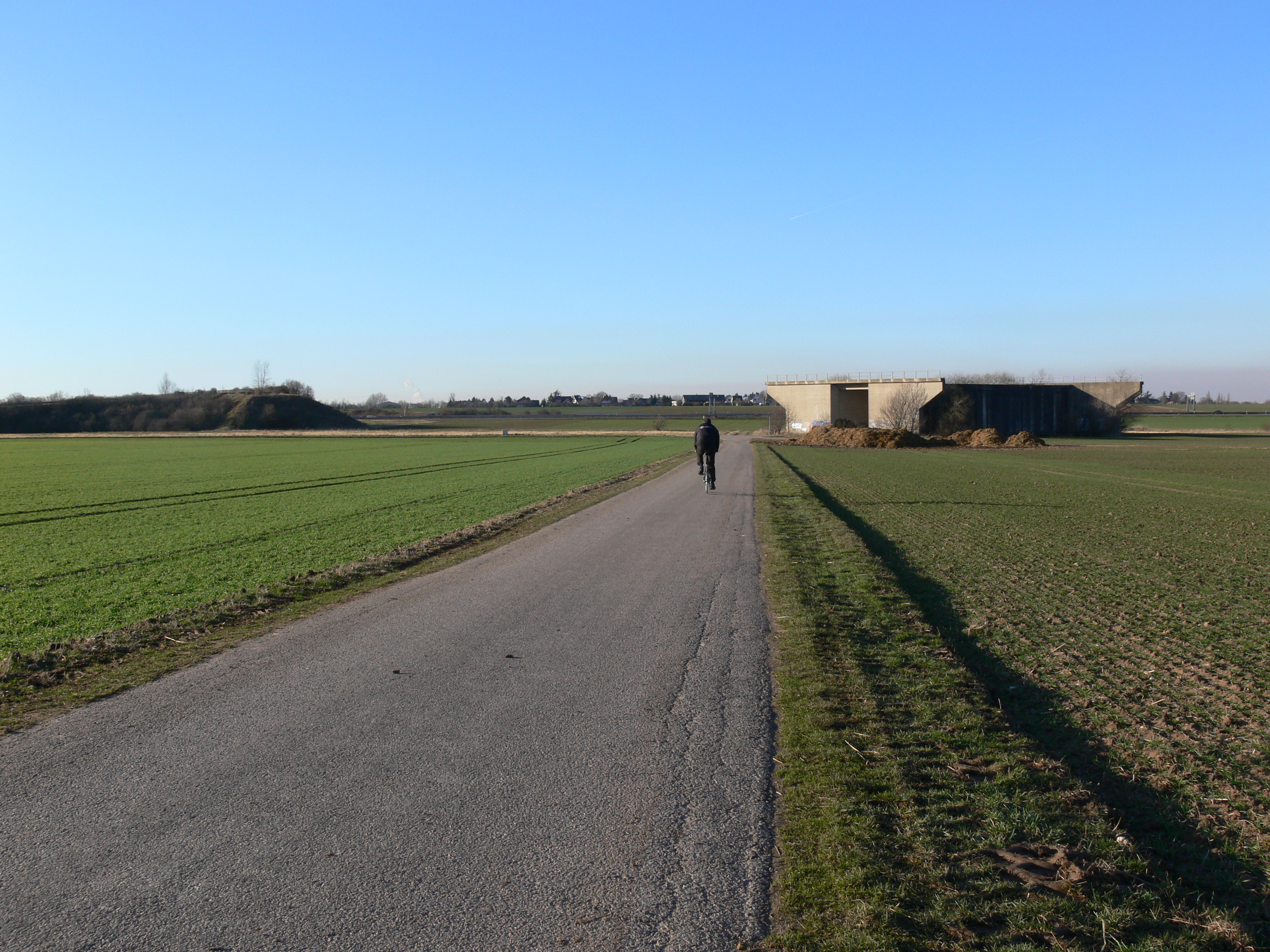
Die „So-da-Brücke“ bei Euskirchen, hinten links das Ende der Bundesstraße 56n, die nicht weitergebaut wurde

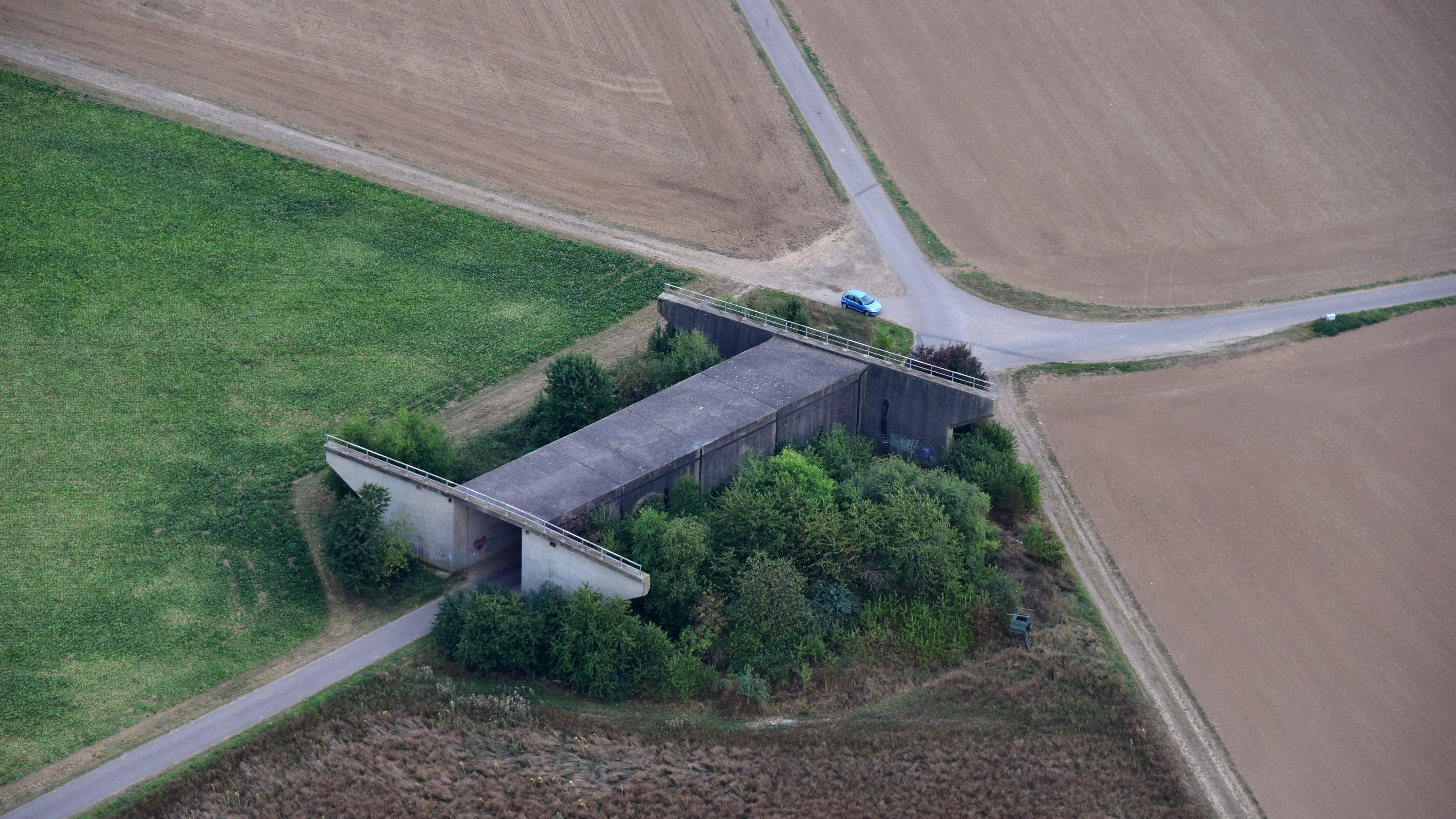
Luftbild Investitionsruine So-da-Brücke bei Euskirchen

Es gibt in Deutschland zahlreiche Beispiele für „So-da-Brücken“.
Ein Beispiel ist eine Autobahnbrücke an der A 1 bei Euskirchen, die für die geplante BAB 56 in den 1970er Jahren gebaut wurde (Lage). Am 15. Juni 2001 präsentierte die Kölner Rockband BAP dort ihr neues Album Aff un zo und bildete die Brücke auf dem Cover ab. Die Brücke ist auch bekannt als „tote Brücke von Euskirchen“.
Einige Brücken des Verkehrsprojekts Deutsche Einheit Nr. 8 galten zeitweise als „So-da-Brücken“, da sie gebaut wurden, um Investitionsmittel zu sichern. Nach anderen Angaben sollte damit das zeitlich befristete Planrecht in den entsprechenden Abschnitten gesichert werden, während das Gesamtvorhaben nicht durchfinanziert war. Dabei geriet 2005 die Itztalbrücke im Nordosten Coburgs als angebliche Steuerverschwendung in die Diskussion. Gleiches gilt für die Geratalbrücke Ichtershausen bei Erfurt, die seit 2001 fertiggestellt war. Beide Brücken der Schnellfahrstrecke Nürnberg–Erfurt wurden Ende 2017 dem kommerziellen Betrieb übergeben.
Im Ruhrgebiet existiert seit den späten 1970er Jahren zwischen den Städten Bochum und Dortmund eine Planung für den „Neuen Hellweg“ nördlich der Bundesautobahn 40, dessen Bau nur begonnen wurde und nach wenigen Jahren unvollendet geblieben ist. Lediglich ein Teilstück der vierstreifig geplanten Schnellstraße, westlich beginnend an der B 235 in Castrop-Rauxel-Merklinde, wurde gebaut und dem Verkehr übergeben. Die Trasse endet nach 1,5 Kilometern östlich an den Rampen einer „So-da-Brücke“ über die Dortmunder Straße in Castrop-Rauxel-Frohlinde (Lage). Der östliche Brückendamm wurde nicht mehr aufgeschüttet. Die Bauwerkskonstruktion ist zum Beispiel für die Studenten des Bauingenieurwesens an den Universitäten Bochum und Dortmund als Anschauungsobjekt einsehbar.
Die Schänzlebrücke in Konstanz war in den 1970er Jahren als Teil einer Autobahn über den Rhein in die Schweiz geplant. Sie wurde in den 1980er Jahren vierspurig gebaut, lange Zeit jedoch nur zweistreifig und mit Behelfszufahrten für den innerstädtischen Verkehr genutzt. Während der Planung der Brücke gab es noch die Option, den Hochrhein und den Bodensee bis Konstanz für die Frachtschifffahrt auszubauen, weshalb die Brücke höher als für die Freizeitschifffahrt notwendig ist. Der Umbau der Zufahrten zur vollen Nutzung mit Anbindung in die Schweiz erfolgte von 2000 bis 2006. Auf deutscher Seite bildet die vierstreifige Bundesstraße 33 die Anbindung, in der Schweiz die Autobahn A7.
In Saarbrücken gibt es die „Tote Brücke“ („Dood Brigg“ im Saarbrücker Dialekt) über die Saar, die nie zu ihrem eigentlichen Zweck genutzt wurde. Sie ist vierstreifig ausgebaut und mit Straßenbeleuchtung versehen und sollte ursprünglich den Stadtteil Sankt Arnual mit den Daarler Wiesen verbinden, als in den 1970er Jahren auf den Wiesen ein Industriegebiet geplant war. Wegen der fehlenden Fortführung der Straße im Bereich des Naturschutzgebietes wird sie ausschließlich von Fußgängern und Fahrradfahrern benutzt. (Lage)
Eine „So-da-Brücke“ der Reichsautobahnen liegt auf der RAB-Strecke 46 (Würzburg–Fulda). Hier verblieben einige große, fertiggestellte Überführungsbauwerke, beispielsweise über die Straße MSP 17 Burgsinn–Gräfendorf (Lage), sowie mehrere kleine Brücken. Diese Trasse bis Gräfendorf ist streckenweise zu 90 % fertiggestellt, wurde allerdings nach Einstellung des Baus 1940 in der Nachkriegszeit nicht weitergebaut. Ein Grund waren neue Normen für die Trassierung, so waren noch maximal 6 % Steigung statt vorher 8 % zulässig. Ein anderer besonderer Grund war die innerdeutsche Grenze. Durch diese Abriegelung war die Verkehrsanschließung des entstandenen ostbayerischen Zonenrandgebiets notwendig geworden. Die in der Folge erbaute BAB 7 verläuft 20–30 Kilometer östlich der aufgegebenen Baustelle der Strecke 46.
An der BAB 66 ist der Fall eingetreten, dass eine „So-da-Brücke“ nach jahrzehntelanger Standzeit letztendlich in originaler Bauausführung in Betrieb gesetzt wurde, hier als Durchlass für die – mittlerweile zur Kreisstraße heruntergestufte – B 40 an der Südseite des Kinzigtalviaduktes bei Ahl (Bad Soden-Salmünster): Bau 1962, in Betrieb seit Dezember 1994. (Lage)
Auf dem Parkplatz der Raststätte Vellern an der BAB 2 (Südseite, Fahrtrichtung Hannover) existiert durch Versetzung der ältesten Spannbetonbrücke der Welt seit September 2012 auch eine unter Denkmalschutz stehende „So-da-Brücke“. Diese Brücke war jahrzehntelang an ihrem ursprünglichen Standort in Benutzung, erst durch die Versetzung an den heutigen Standort (die erfolgte um die Brücke vor dem Abbruch zu bewahren) verwandelte sie sich in eine „So-da-Brücke“.
Die „So-da-Brücke“ von Ramsenthal bei Bayreuth (Lage) aus dem Jahr 2009 wurde in den Jahren 2012/2013 doch weitergebaut. Sie stand einige Jahre ohne Nutzung in der Landschaft und erlangte als Beispiel für Fehlplanung und Steuerverschwendung überregionale Bekanntheit. Seit Mitte Oktober 2013 ist sie für den Verkehr freigegeben.
Die im Zuge von Stuttgart 21 entstandene Eisenbahnüberführung Sulzbachtal gehört zu jenen Brücken, die Jahre vor der kommerziellen Inbetriebnahme fertiggestellt wurden, in diesem Fall voraussichtlich elf Jahre.
Die in den 1970er Jahren errichtete Brücke über die A 99 am Feringasee bei Unterföhring war bis 2018 ohne Nutzung. Seit Anfang 2018 wurde sie saniert und in eine Grünbrücke umgebaut. (Lage)
Zwischen Eichenau und Olching westlich von München steht in einem Wäldchen eine Brücke, die früher über einen inzwischen zurückgebauten Streckenast des Münchner Nordrings führte. (Lage)
Nahe der BAB 4 bei Thiemendorf (Waldhufen) steht eine Betonbrücke, deren Nutzung zugunsten eines Tunnels durch die Königshainer Berge verworfen wurde. (Lage)
Anders als viele andere „So-da-Brücken“ ist die Grüne Brücke Neesen in Porta Westfalica nicht durch einen unvollständigen Bau, sondern durch einen von der Stadt gestoppten Abriss entstanden, der am östlichen Teil dieser ehemaligen Eisenbahnbrücke über die Weser begonnen hatte. Der restliche Teil, insbesondere jenes die Weser und den Weserradweg zwischen Porta Westfalica und Minden überspannende Stück, sind noch vorhanden.
Im Rahmen des Projektes kunstwegen ließ der österreichische Künstler Hans Schabus im Jahr 2012 die ausrangierte Eisenbahnbrücke „Laßnitz“ der Wieserbahn über die Vechte zwischen Ohne und Haddorf (Wettringen) spannen. Sie verbindet ein niedersächsisches Grundstück im Besitz eines nordrhein-westfälischen Landwirts mit einem nordrhein-westfälischen Grundstück im Besitz eines niedersächsischen Kollegen. Die Brücke verfügt über keinen Straßenanschluss, ist nicht begehbar und wurde vom Künstler zur Skulptur erklärt. (Lage)
Karlsruhe hat zwei solche Brücken. Die ältere ist 1921 zur besseren Anbindung der Eisenbahn in den Hafen gebaut worden. In Folge von Wirtschaftskrise und Krieg wurde die Bahntrasse nie gebaut. Die neuere wurde 1979 bei der Neutrassierung der Hardtbahn als Bauvorleistung für die geplante Nordtangente errichtet. Über die Brücke verlaufen die Gleise der Stadtbahn. Die darunter verlaufende Straße wurde nicht gebaut; im Jahr 2017 wurden die Pläne für die Nordtangente endgültig zu den Akten gelegt.

### Schweiz
Eine „So-da-Brücke“ in der Schweiz steht in der Nähe von Hinwil im Kanton Zürich (Lage). Im sogenannten Betzholz-Kreisel, einer als Kreisverkehr dimensionierten Verzweigung, geht die Autostrasse A52 von der Zürcher Oberlandautobahn (Autobahn A15) ab. Ursprünglich sollte der Verkehr Richtung A52 durch und der restliche Verkehr Richtung Uster über den Kreisverkehr geführt werden. Der Abschnitt zwischen Uster und Hinwil wurde bisher nicht gebaut, einerseits mangels finanzieller Mittel und andererseits wegen Einsprachen aufgrund der geplanten Linienführung durch das Ambietzgiriet zwischen Wetzikon und Hinwil. Aus diesem Grund steht auf der nördlichen Seite des Kreisverkehrs seit 1990 eine „So-da-Brücke“. Obwohl die A15 einmal durchgehend zwischen den Verzweigungen Brüttisellen und Reichenburg ausgebaut sein sollte, ist unklar, wann der Lückenschluss zur A15 erfolgen wird und ob die Linienführung die Hinwiler „So-da-Brücke“ nutzen wird.

### Weitere Länder

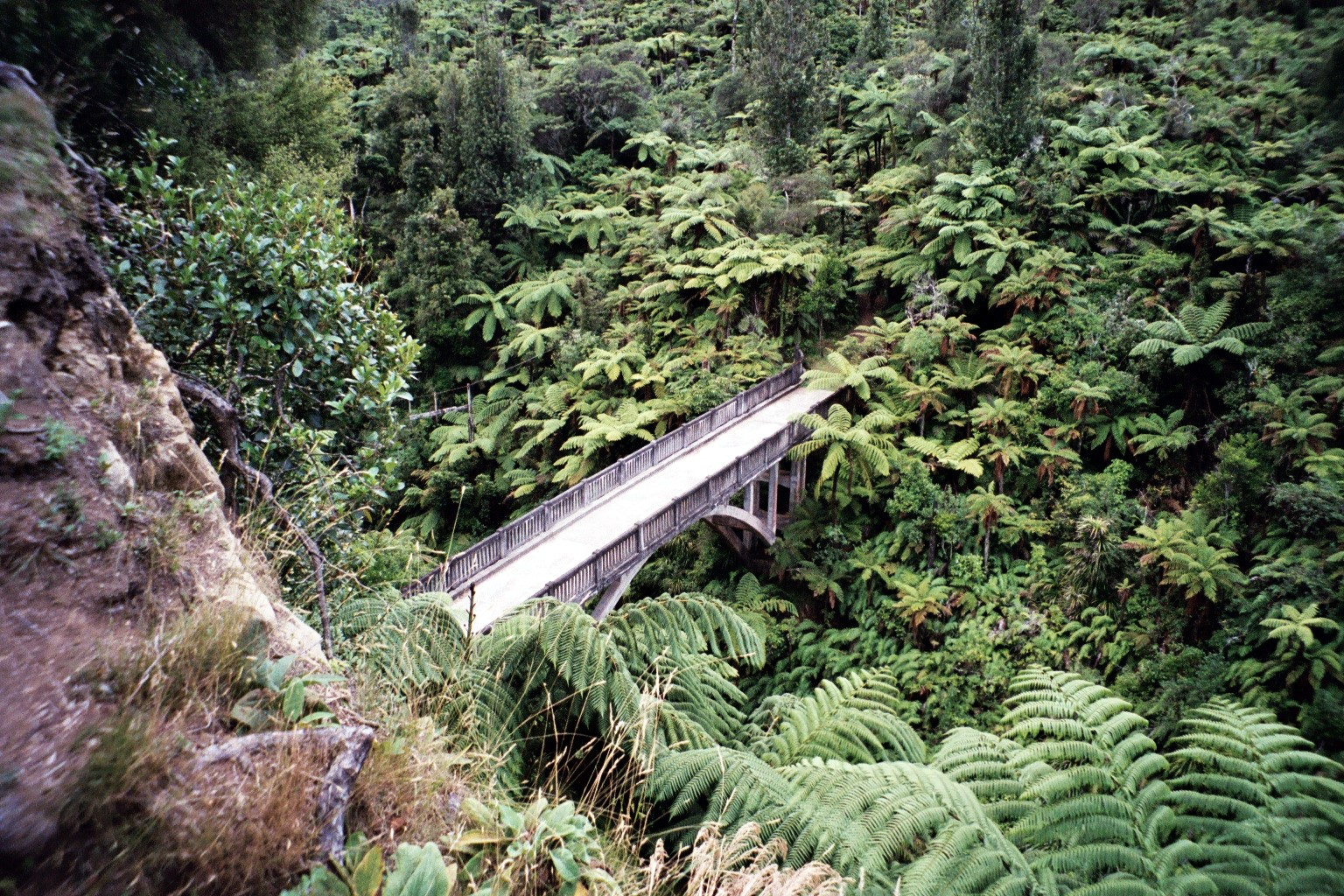
Die Brücke nach Nirgendwo über den Maungaparua Stream in Neuseeland

- Eine Bridge to Nowhere (dt.: Brücke nach Nirgendwo) steht in Neuseeland auf der Nordinsel im Whanganui-Nationalpark. Als Straßenbrücke mit einer Betonfahrbahnbreite von drei Metern angelegt, gibt es mitten im Urwald keine Straße mehr.
- In den Niederlanden wird die Prinz-Willem-Alexander-Brücke spöttisch Brug van niks naar nergens (dt.: Brücke von Nichts nach Nirgendwo) genannt, weil ihre zwei Richtungsfahrbahnen im Süden jahrzehntelang auf einer gewöhnlichen Landstraße endeten.
- Die Hodariyat Bridge oder auch Al-Bateen-Brücke, eine mehrspurige Straßenbrücke in Abu Dhabi (Lage), galt nach ihrer Errichtung im Jahr 2012 für einige Jahre als Geisterbrücke. Sie führte vom Stadtzentrum auf der Hauptinsel Abu Dhabis im Norden, über einen rund 800 Meter breiten Meereskanal, auf die Düneninsel Al-Hodariyat vor der Südküste der Stadt. Auf dieser Insel gab es zum Zeitpunkt der Fertigstellung der Brücke weder Gebäude, noch ein Straßennetz. Die südliche Rampe endete einfach im Sand und die Brücke konnte von der Öffentlichkeit nur zu Fuß überquert werden.[18] Ab 2017 begann die städtebauliche Entwicklung der Insel und es gibt einen Strandparkplatz sowie die ersten Gebäude.
- In Albanien stehen entlang der SH4 zwischen Lushnja und Fier seit dem Ausbau zur richtungsgetrennten Schnellstraße (Eröffnung 2009)[19] vier So-da-Brücken (Lage der Brücke zwischen Vajkan und Verrija, Lage der Brücke zwischen Gorrea und Pirra, Lage der Brücke bei Pushim shoferit, Lage der Brücke bei Savra). Anstelle von Anschlussstellen und über diese Brücken führende Lokalstraßen bestehen noch immer gefährliche Kreuzungen.[20] 2022 wurde angekündigt, dass Im Rahmen eines Ausbaus der Strecke auch die Anschlüsse verändert werden sollen.[21]
- In Lettland wird die Abava von der „Brücke ins Nirgendwo“ (lettisch: tilts uz nekurieni) überspannt. Sie wurde 1939 für eine geplante Eisenbahnstrecke gebaut, die infolge des Zweiten Weltkriegs nie zustande kam.
- In Montenegro wurde mit einem Großkredit aus China seit 2014 eine neue Autobahn (Autoput Bar–Boljare) mit 40 Brücken gebaut, jedoch gerieten die Arbeiten im Jahr 2020 durch die Corona-Krise und ausbleibende Einnahmen von Touristen ins Stocken, sodass die Trassenführung unvollendet war und fertige Brücken ungenutzt blieben.[22] Nach Verzögerungen wurde der 41 km lange Abschnitt zwischen Smokovac (bei Podgorica) und Mateševo (bei Kolašin) im Juli 2022 eröffnet.
- In der Slowakei gab es auf einer drei Kilometer langen Strecke der Autobahn D3 bei Skalité nahe der polnischen Grenze vier So-da-Brücken. Diese wurden ab dem November 1997 und nach einer ab 1999 dauernder Unterbrechung wieder 2004 errichtet. Die Brücken wurden 2012 vollendet, konnten aber nicht in Betrieb genommen werden, da das westliche Ende der Autobahnstrecke über keinerlei Anbindung ans bestehende Straßennetz verfügte. Nach gut 20 Jahren seit dem Baubeginn wurden sie schließlich im Juni 2017 dem Verkehr freigegeben, als eine Fortsetzung weiter nach Svrčino.vec fertiggestellt wurde.[23][24]
- Ebenfalls in der Slowakei gibt es beim Ort Kopráš in der Gemeinde Magnezitovce eine So-da-Eisenbahnbrücke. Sie wurde ab 1940 als Teil der Eisenbahnstrecke Chyžnianska Voda–Slavošovce gebaut, um, zusammen mit verwandten Bahnprojekten in der Gegend, die nach dem Ersten Wiener Schiedsspruch bestehenden Inselbetriebe im slowakischen Teil der Landschaft Gemer wieder direkt ans slowakische Bahnnetz anzubinden. Mit dem Ende des Zweiten Weltkrieges und der Wiederherstellung der alten Grenze zwischen der Tschechoslowakei (heute Slowakei) und Ungarn wurde die Verbindung überflüssig. Nach der Einstellung von Arbeiten zum Jahresende 1948 bleibt die Bahnstrecke samt der Brücke unvollendet.[25]

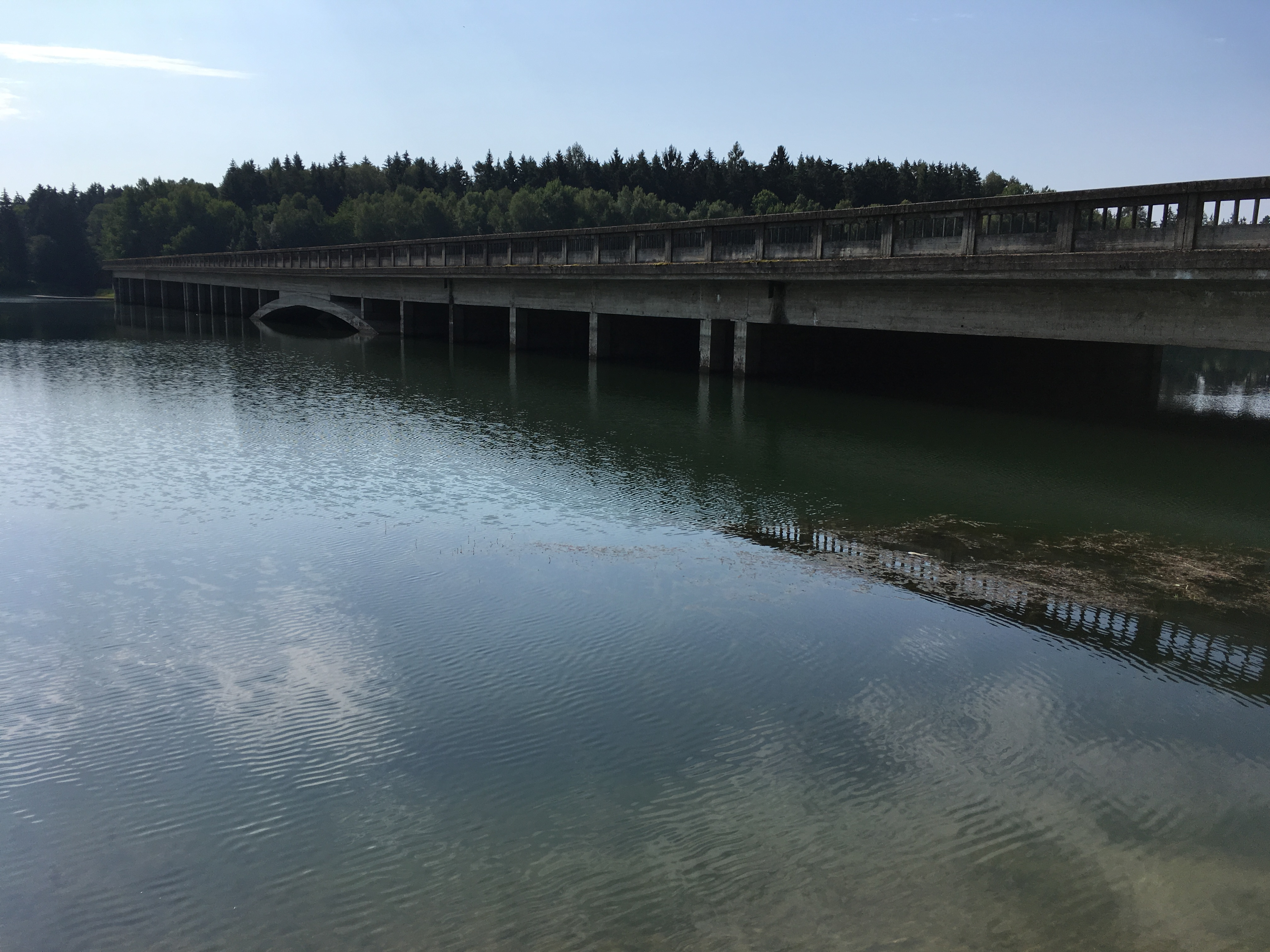
Borovsko-Brücke in Tschechien

- Borovsko-Brücke in TschechienIn Tschechien entstand ab 1939 die Borovsko-Brücke bei Bernartice als Teil der neuen Autobahnstrecke zwischen Prag und Humpolec. Der Bau der Bogenbrücke über den Sedlický potok wurde 1942 abgebrochen, nach dem Ende des Zweiten Weltkrieges aber wieder aufgenommen. Die Brücke wurde 1950 fertiggestellt und im Dezember 1952 kollaudiert, doch im selben Jahr wurde der Autobahnbau gänzlich eingestellt, somit kam es nicht mehr zu einer Inbetriebnahme.[26] Erst in den 1960er Jahren wurde der Bau der heutigen Autobahn D1 wieder geplant, doch wegen der Errichtung der Talsperre Švihov musste die ursprüngliche Trassenführung aufgegeben werden. Eine neue Überquerung des inzwischen überfluteten Tals des Sedlický potok wurde 1977 etwa anderthalb Kilometer südlich in Betrieb genommen, die verlassene Brücke ragt nur noch ein paar Meter über den Wasserspiegel.
- Das Lichfield-Kanal-Aquädukt in Lichfield, Großbritannien, ist eine So-da-Kanalbrücke. Der ehemalige Lichfield-Kanal wurde durch die Autobahn M6 Toll geteilt, aber es gab schon Pläne, den Kanal wieder zu öffnen. Deswegen wurde 2003 über die Autobahn eine Kanalbrücke gebaut, durch die aber noch kein Wasser fließt.